# سرخة جوب (مقاطعة دهغلان)
سرخة جوب (بالفارسية: سرخه جوب) هي قرية تقع في قسم حومة دهغلان الريفي (مقاطعة دهغلان) في إيران. يقدر عدد سكانها بـ 193 نسمة بحسب إحصاء 2016.